# Philippe Knaepen
Philippe Knaepen (Sint-Truiden, 3 maart 1967) is een Belgisch politicus voor de MR.

## Levensloop
Knaepen werd beroepshalve zelfstandige in de automobielsector.
Hij werd voorzitter van de jongerenafdeling van de PRL in Watermaal-Bosvoorde en was voorzitter van de Federatie van Liberale Studenten. Na zijn verhuis naar Pont-à-Celles werd hij daar in 2000 verkozen tot gemeenteraadslid. Hij werd er onmiddellijk schepen in een coalitie van de PS en de PRL/MR, wat hij bleef tot in 2018. Vanaf 2014 was hij verhinderd schepen. Na de gemeenteraadsverkiezingen van oktober 2018 belandde MR in Pont-à-Celles in de oppositie, tot de PS haar coalitiepartner IC in februari 2021 inruilde voor MR en Ecolo en Knaepen opnieuw toetrad tot het schepencollege.
Bij de verkiezingen van mei 2014 werd Knaepen met 3557 voorkeurstemmen verkozen in het Waals Parlement en in het Parlement van de Franse Gemeenschap. Hij bleef beide mandaten uitoefenen tot in mei 2019, toen hij niet werd herkozen. In het Parlement van de Franse Gemeenschap was hij van 2017 tot 2019 ondervoorzitter. Na zijn parlementaire loopbaan werd hij politiek secretaris van de MR-fractie van het Franse Gemeenschapsparlement. Sinds 2004 is hij eveneens voorzitter van de MR-afdeling van het arrondissement Charleroi.